# CA Argentino (Rosario)
Club Atlético Argentino de Rosario – argentyński klub piłkarski z siedzibą w mieście Rosario. Klub gra obecnie w czwartej lidze argentyńskiej - Primera C Metropolitana.

## Osiągnięcia
- Mistrz trzeciej ligi argentyńskiej (3):
  - Primera C: 1983
  - Primera B Metropolitana: 1998 Apertura, 1999 Clausura
- Mistrz czwartej ligi argentyńskiej Primera C Metropolitana: 2004 Clausura
- Mistrz ligi prowincjonalnej Asociación Rosarina de Fútbol (do 1930 Liga Rosarina) (2): 1944, 1948

## Historia
Klub założony został 15 stycznia 1912 roku pod nazwą 1 de Mayo. W roku 1914 klub przystąpił do rozgrywek w lokalnej lidze Liga Rosarina de Fútbol, organizowanej przez związek piłkarski Asociación Rosarina de Fútbol. W roku 1915 klub zmienił nazwę na Club Atlético Nacional. W 1935 roku nastąpiła ostatnia zmiana nazwy w historii klubu na Club Atlético Argentino. W roku 1944 klub przystąpił do rozgrywek organizowanych przez ogólnonarodową federację piłkarską Asociación del Fútbol Argentino i rozpoczął grę w lidze Segunda División de Ascenso. Z powodów ekonomicznych w latach 1962–1969 Argentino nie brał udziału w rozgrywkach organizowanych przez AFA. Obecnie klub występuje w czwartej lidze argentyńskiej Primera C Metropolitana.
W końcu sezonu 2005/06 klub był bliski awansu do Primera B Metropolitana, ale przegrał barażowy pojedynek z klubem Excursionistas Buenos Aires. Argentino de Rosario nigdy nie zagrał w najwyższej lidze argentyńskiej.
Spadki i awanse klubu:
- 1982 Awans do drugiej ligi (Primera B)
- 1989 Spadek do czwartej ligi (Primera C)
- 1990 Awans do trzeciej ligi (Primera B)
- 1999 Awans do drugiej ligi (Nacional B )
- 2001 Spadek do trzeciej ligi (Primera B)
- 2002 Spadek do czwartej ligi (Primera C)
- 2004 Awans do trzeciej ligi (Primera B)
- 2005 Spadek do czwartej ligi (Primera C)